# 2015年臺北捷運襲擊事件
2015年臺北捷運襲擊事件，發生在2015年7月20日晚間，於臺北捷運中山站4號出口，郭姓嫌犯身著黑色衣服及深色短褲並持刀隨機砍人，共4人受傷送醫，已無大礙。該事件是繼2014年臺北捷運隨機殺人事件後的捷運公共危安事件。

## 事件背景及經過

### 嫌犯背景
郭男自小父母離異被父親遺棄，母親後來改嫁日本人，後來隨著媽媽遷至日本定居，8歲時獨自返台，郭國中畢業後，結交了一名比他年長的朋友，開始性情大變，曾偷阿姨的2萬多元到少年觀護所收容，阿姨苦勸不聽，甚至把阿姨幫他投保的70萬儲蓄險通通花光，爾後高中在寄養家庭生活3年，後來當兵在國防部聯合後勤司令部新北儲備庫，郭母從日本回來，但一年多後因病過世。郭在新北市板橋區一棟老社區租房子，2014年6月與兩位室友同住，但是同年8月因為付不起房租，只好又回來投靠做資源回收的阿姨，曾短暫做過保全的工作，體認到自己是被社會拋棄的邊緣人，開始藉著毒品逃避現實，時常處在精神恍惚的狀態下。

### 經過
2015年7月20日晚上8時57分，男子郭彥君先到超商偷水果刀，隨後在捷運中山站4號出口附近連續刺傷三女一男，所幸四人治療後無生命危險，郭嫌在犯案後立即被制伏逮捕。

### 收押
2015年7月21日，士林地檢署的聲押獲得法院裁准。晚間8時許，郭嫌關入台北看守所。

### 起訴
檢警經過一個禮拜的調查之後，2015年7月28日，士林地檢署依竊盜、殺人未遂等罪起訴他，並要求法院從重量刑。

## 後續影響
當晚，新北市三峽區大觀路，台北大學附近，一名15歲倪姓少年，手持菜刀隨機朝1男1女路人揮砍，其中1人手臂受刀傷，另1人則閃過攻擊。

## 審判
2015年12月25日，士林地方法院一審宣判郭彥君有期徒刑3年。
2016年5月12日，二審高等法院改依2個殺人未遂與2傷害罪，改判12年徒刑。
2016年7月28日，最高法院駁回上訴，維持二審判決，全案定讞。

## 相關事件
- 2014年臺北捷運隨機殺人事件
- 2015年臺北市文化國小隨機殺人事件
- 2016年內湖隨機殺人事件